# Redshank (soldado)
 Redshank ou Pernas vermelhas, foi um apelido dado para os mercenários escoceses das Terras Altas (Hébridas). Eles foram uma característica proeminente do exército irlandês em todo o século XVI. Eles foram chamados de redshanks porque eles foram vestidos com kilts e andavam com as pernas descobertas através de rios no clima mais frio. Eles eram geralmente armados iguais, principalmente com arcos e espada de duas mãos claymores.
Eles vieram dos clãs das Hébridas por causa da recente separação do Senhorio das Ilhas, bem como a partir dos mais pobres clãs do interior da Escócia. A maioria dos Redshanks vieram dos clãs MacLeod, MacQuarrie, MacLean, MacDonald, e Campbell.
Ao contrário do Gallowglass, que foram contratados por longos períodos de serviço e pago no uso da terra e da carne, os redshanks foram contratados para os meses de verão. Eles foram billeted (abrigados) com os civis, geralmente pela força. Este era conhecido como o sistema Buannacht.

## Referência
- Heath, Ian e Sque, David. (1993) , O Irlandês e as Guerras (1485-1603) Osprey Publishing.